# Hendrik de Iongh
Hendrik de Iongh (Dordrecht, 4 agosto 1877 – L'Aia, 9 agosto 1962) è stato uno schermidore olandese, vincitore di una medaglia di bronzo nella scherma ai giochi olimpici.